# South Melbourne FC
South Melbourne FC – australijski klub piłkarski z siedzibą w Melbourne. Jest najbardziej utytułowanym zespołem piłkarskim z tego miasta w rozgrywkach krajowych. Klub powstał w 1959 roku z połączenia trzech innych zespołów piłkarskich: South Melbourne United (najstarszy klub założony w 1900 roku), Yarra Park Aiantas i Hellenic. W latach 1977–2004 klub uczestniczył w rozgrywkach NSL, wówczas to zespół wywalczy, aż czterokrotnie tytuł mistrza kraju. Obecnie występuje w Victorian Premier League (VPL). Drużyna South Melbourne FC została uznana przez IFFHS najlepsza drużyną Oceanii w XX wieku.
W dniu 12 lutego 2007 South Melbourne FC, ujawniło informacje nt. możliwości pozyskania prywatnego inwestora w celu umożliwienia występów drugiemu zespołowi z Melbourne w A-League po wygaśnięciu 5-letniej klauzuli na wyłączność, którą otrzymał zespół Melbourne Victory od Football Federation Australia (FFA). W jej wyniku inny zespół z tego samego miasta nie mógł występować w lidze. W ramach oferty South Melbourne, klub miał zostać sprywatyzowany i występować pod nazwą Southern Cross FC. Ostatecznie jednak oferta klubu została odrzucona przez Football Federation Australia i we wrześniu licencja na występy w A-League została przyznana drużynie Melbourne Heart FC.

## Historyczne nazwy
- South Melbourne Hellas
- South Melbourne Gunners
- South Melbourne Lakers

## Osiągnięcia

### Międzynarodowe
- Klubowe Mistrzostwa Świata: 2000 (finalista)
- Klubowe Mistrzostwa Oceanii: 2000 (triumfator)

### Krajowe
- Mistrz NSL: 1984, 1991, 1998, 1999.
- NSL Minor Premiers: 1984, 1985, 1993, 1998, 2001.
- Finalista NSL: 1990, 1992, 1994, 1995, 1997, 2002, 2004.
- Zdobywca Pucharu NSL: 1990, 1996.

### Stanowe
- Mistrz Victorian Premier League: 1962, 1964, 1965, 1966, 1972, 1974, 1976, 2006.
- Finalista Victorian Premier League: 1971, 1975, 2005.
- Mistrz Victorian Division 1 North: 1960.
- Zdobywca Dockerty Cup: 1974, 1975, 1988, 1989, 1991, 1993, 1995.
- Zdobywca Victorian Ampol Night Soccer Cup: 1969, 1970, 1976, 1982.
- Zdobywca Buffalo Cup: 1988.
- Zdobywca Hellenic Cup: 1984, 2007, 2009.

## Rekordy
- Najwyższa wygrana w NSL: 7-0 z Newcastle Rosebud (22 lipca 1984)
- Najwyższa wygrana w VPL: 10-1 z Moonee Ponds (30 kwietnia 1960)
- Najwyższa porażka w NSL: 0-7 z Marconi Fairfield (2 maja 1993)
- Najwyższa porażka w VPL: 0-5 z Maribyrnong Polonia (14 czerwca 1964)